# Saint Vincent och Grenadinerna i olympiska sommarspelen 1988
Saint Vincent och Grenadinerna deltog i de olympiska sommarspelen 1988 med en trupp bestående av sex deltagare, fem män och en kvinna, men ingen av landets deltagare erövrade någon medalj. Detta var första gången Saint Vincent och Grenadinerna deltog i ett olympiskt spel.

## Friidrott
| Idrottare        | Gren                | Heat     | Heat      | Kvartsfinal      | Kvartsfinal      | Semifinal        | Semifinal        | Final            | Final            |
| Idrottare        | Gren                | Resultat | Placering | Resultat         | Placering        | Resultat         | Placering        | Resultat         | Placering        |
| ---------------- | ------------------- | -------- | --------- | ---------------- | ---------------- | ---------------- | ---------------- | ---------------- | ---------------- |
| André François   | Herrarnas 200 meter | 21,88    | 7         | Gick inte vidare | Gick inte vidare | Gick inte vidare | Gick inte vidare | Gick inte vidare | Gick inte vidare |
| Michael Williams | Herrarnas 400 meter | 51,22    | 7         | Gick inte vidare | Gick inte vidare | Gick inte vidare | Gick inte vidare | Gick inte vidare | Gick inte vidare |
| Eversley Linley  | Herrarnas 800 meter | 1:51,71  | 6         | Gick inte vidare | Gick inte vidare | Gick inte vidare | Gick inte vidare | Gick inte vidare | Gick inte vidare |
| Orde Ballentyne  | Herrarnas längdhopp | NM       | N/A       | N/A              | N/A              | N/A              | N/A              | Gick inte vidare | Gick inte vidare |
| Jacqueline Ross  | Herrarnas längdhopp | 5,50     | 26        | N/A              | N/A              | N/A              | N/A              | Gick inte vidare | Gick inte vidare |
| Lennox Adams     | Herrarnas tresteg   | 14,73    | 37        | N/A              | N/A              | N/A              | N/A              | Gick inte vidare | Gick inte vidare |